# Ne mozjet byt!
Ne mozjet byt! (russisk: Не может быть!, da.: Kan ikke være!) er en sovjetisk spillefilm fra 1975 instrueret af Leonid Gajdaj.
Filmen består af tre noveller baseret på værker af Mikhail Josjtjenko (Komedien "Forbrydelse og straf", historien "Et sjovt eventyr" (1936) og stykket "Bryllup" (1927)).

## Medvirkende
- Mikhail Pugovkin — Gorbusjkin
- Nina Grebesjkova — Anna Vasiljevna
- Vjatjeslav Nevinnyj - Annas bror
- Mikhail Svetin — Vitalij Borisovitj Bananov
- Radner Muratov - politimand
- Oleg Dahl-Anatolij Barygin-Amurskij, teaterskuespiller
- Natalia Selesneva - Tatiana, Anatolijs kone
- Svetlana Krjutjkova - Sinajda, Anatolijs elskerinde
- Jevgenij Jarikov - Nikolaj, Sinajdas mand
- Leonid Kuravljov - Volodja Savitusjkin
- Ljudmila Sjagalova - Katerinas mor
- Georgij Vitsin - Katerinas far
- Savelij Kramarov - Serega
- Gottlieb Roninson - Ivan Israelevitj